# Томас Брејди
Томас Брејди (енгл. Thomas Brady; 1752 — 14. октобар 1827) је био генерал аустријске војске, поријеклом Ирац.
Током Аустријско-турског рата (1788—1791) је имао важну улогу у биткама код Козарске Дубице и Новог Града. Постаје командант Боке которске 1797. године и учествује у гушењу побуне сељака у Конавлима (1799—1800). Године 1804. постаје цивилни и војни комесар Боке которске, а касније гувернер Далмације. Петар I Петровић Његош се с њим дописивао. Из писама дознајемо да је Брејди имао намјеру манастир Подмаине претворити у касарну, због чега владика Петар негодује (5.10.1798).